# Osięciny
Osięciny – wieś (dawne miasto) w Polsce, położona w województwie kujawsko-pomorskim, na Kujawach, powiecie radziejowskim, w gminie Osięciny. Siedziba gminy Osięciny.
Dawniej wieś była siedzibą władz gminy Osięciny. W latach 1954–1972 wieś była siedzibą władz gromady Osięciny. W latach 1975–1998 wieś administracyjnie należała do województwa włocławskiego.
We wsi była stacja kolejowa kolei wąskotorowej Osięciny.
| SIMC    | Nazwa              | Rodzaj                         |
| ------- | ------------------ | ------------------------------ |
| 0867093 | Karolin            | część wsi (od 2023 r. wieś)    |
| 1067213 | Osięciny-Probostwo | część wsi (od 2023 r. kolonia) |
| 1067220 | Osięciny-Wieś      | część wsi (od 2023 r. kolonia) |
| 0867101 | Zagaj              | część wsi (od 2023 r. wieś)    |

## Demografia
Według Narodowego Spisu Powszechnego (III 2011 r.) liczyła 2925 mieszkańców. Jest największą miejscowością gminy Osięciny.

## Prawa miejskie
Osięciny uzyskały lokację miejską w 1824 roku, zdegradowane w 1870 roku.

## Właściciel
Właścicielem Osięcin w roku 1888, jak podaje spis majętności powiatu włocławskiego, był hrabia Józef Skarbek.

## Żydzi
W 1921 r. w mieście (jid. ‏Ort Tora‎) mieszkało 436 Żydów, którzy przybyli z Holandii i Niemiec i zajmowali się złotnictwem i przepisywaniem fragmentów Tory do mezuz. Mieli bożnicę z krytą blachą, cheder, mykwę, jesziwę, kasę chorych, bibliotekę, koło teatralne; należeli do organizacji: Agudas Szlojmej Emunej Jisroel (jid. ‏ Związek Prawdziwie Wiernych Izraela‎), Bedar, lewicowego związku syjonistycznego. Mieszkańcami byli: Yitzhak Poznański i jego ojciec Gershon Poznański z linii Sochaczewerów, główny rabin Osięcin, spokrewnieni z Izraelem, którego dziadek  pochodził z oddalonych ok. 30 km Kowal. 16 kwietnia 1942 r. osięcińscy Żydzi zostali zapędzeni do kościoła parafialnego i wywiezieni ciężarówkami (mobilnymi komorami gazowymi) do oddalonego o 60 km obozu zagłady SS-Sonderkommando Kulmhof.

## II wojna światowa
We wrześniu 1939 roku mieścił się w Osięcinach punkt opatrunkowy, gdzie przywożono rannych żołnierzy niemieckich spod Włocławka. W roku 1945 w pobliskim lesie żołnierze radzieccy rozstrzelali według jednego świadka około 100 jeńców niemieckich, nie odnaleziono jednak ich ciał.

## Obiekty zabytkowe
Zachował się układ urbanistyczny miasteczka z dużym rynkiem oraz rozplanowaniem zabudowy charakterystycznym dla okresu powstania miejscowości. Do obiektów zabytkowych znajdujących się w rejestrze zabytków zaliczany jest:
- neogotycki kościół parafialny z lat 1845-1855, zaprojektowany przez Henryka Marconiego, wraz z cmentarzem i ogrodzeniem
- zespół dworski (klasycystyczny dwór zwany pałacem Skarbków, park oraz folwark) z przełomu XVIII i XIX wieku[11].

inne:
- bożnica, obecnie obiekt handlowy
- cmentarz żydowski
- kilka domów z przełomu XVIII i XIX wieku.

## Patroni gminy
W lutym 2007 roku błogosławieni księża męczennicy czasów II wojny światowej Wincenty Matuszewski i Józef Kurzawa zostali ogłoszeni patronami gminy Osięciny.

## Pierwsze wzmianki
Według znalezionych źródeł Osięciny istnieją od około 700 lat.

## Kujawioki
Przy Gminnym Ośrodku Kultury w Osięcinach działa zespół folklorystyczny Kujawioki. Pierwszy koncert zespołu odbył się w osięcińskim Gminnym Ośrodku Kultury 28 lutego 1989 roku. W połowie 1989 roku nazwa „Kujawioki” została oficjalnie uznana za nazwę zespołu. Poza Polską Kujawioki koncertowali również we Francji, Niemczech i na Białorusi. 7 czerwca 1999 roku w Bydgoszczy zespół oficjalnie wystąpił przed papieżem Janem Pawłem II. Kujawioki wydały jeden album muzyczny. Do 2019 roku zespół miał w swoim repertuarze 100 utworów.